# Liste der Biografien/Menz
Liste der Biografien |
Portal Biografien |
Personensuche
# |
A |
B |
C |
D |
E |
F |
G |
H |
I |
J |
K |
L |
M |
N |
O |
P |
Q |
R |
S |
T |
U |
V |
W |
X |
Y |
Z |
?
 
Ma |
Mb |
Mc |
Md |
Me |
Mf |
Mg |
Mh |
Mi |
Mj |
Mk |
Ml |
Mm |
Mn |
Mo |
Mp |
Mq |
Mr |
Ms |
Mt |
Mu |
Mv |
Mw |
Mx |
My |
Mz
 
Mea–Mee |
Mef |
Meg |
Meh |
Mei |
Mej |
Mek |
Mel |
Mem |
Men |
Meo |
Mep |
Mer |
Mes |
Met |
Meu |
Mev |
Mew |
Mex |
Mey |
Mez
 
Mena |
Menc |
Mend |
Mene |
Menf |
Meng |
Menh |
Meni |
Menj |
Menk |
Menl |
Menn |
Meno |
Menr |
Mens |
Ment |
Menu |
Menv |
Menw |
Meny |
Menz
Die Liste der Biografien führt alle Personen auf, die in der deutschsprachigen Wikipedia einen Artikel haben. Dieses ist eine Teilliste mit 196 Einträgen von Personen, deren Namen mit den Buchstaben „Menz“ beginnt.

## Menz
- Menz, Ada (1890–1932), deutsche Schriftstellerin
- Menz, Annette von (1796–1869), vermögende Erbin
- Menz, Balthasar der Ältere (1500–1585), evangelischer Theologe
- Menz, Balthasar der Jüngere († 1617), deutscher Historiker, Chronist und kaiserlicher Poeta laurus
- Menz, Bastian (* 1996), deutscher Jazzmusiker (Schlagzeug, Komposition)
- Menz, Birgit (* 1962), deutsche Politikerin (Die Linke), MdB
- Menz, Birgit (1967–2019), deutsche Basketballspielerin
- Menz, Christoph (* 1988), deutscher Fußballspieler
- Menz, Egon (1939–1999), deutscher Germanist und Dramatiker
- Menz, Florian (1960–2017), italienischer Sprachwissenschafter
- Menz, Florian (* 1994), deutscher Skispringer
- Menz, Frank (* 1964), deutscher Basketballtrainer und -spieler
- Menz, Gerhard (1885–1954), deutscher Ökonom und Buchhandelsexperte
- Menz, Joachim (* 1939), deutscher Geodät
- Menz, Johann Friedrich (1673–1749), deutscher Philosoph, Literaturwissenschaftler und Physiker
- Menz, Johannes (1773–1865), deutscher Finanzbeamter und Abgeordneter
- Menz, Julia (1901–1944), deutsche Pianistin, Cembalistin und Reiseschriftstellerin
- Menz, Karl-Heinz (* 1949), deutscher Biathlet
- Menz, Katharina (* 1990), deutsche Judoka
- Menz, Lorenz (* 1935), deutscher Jurist und Politiker (CDU)
- Menz, Maria (1903–1996), deutsche Schriftstellerin
- Menz, Matthias (* 1981), deutscher Nordischer Kombinierer
- Menz, Max von (1824–1895), deutscher Historien- und Genremaler
- Menz, Meta (1906–1990), österreichische Balletttänzerin
- Menz, Nadine (* 1990), deutsche SchauspielerinNadine Menz (* 1990)

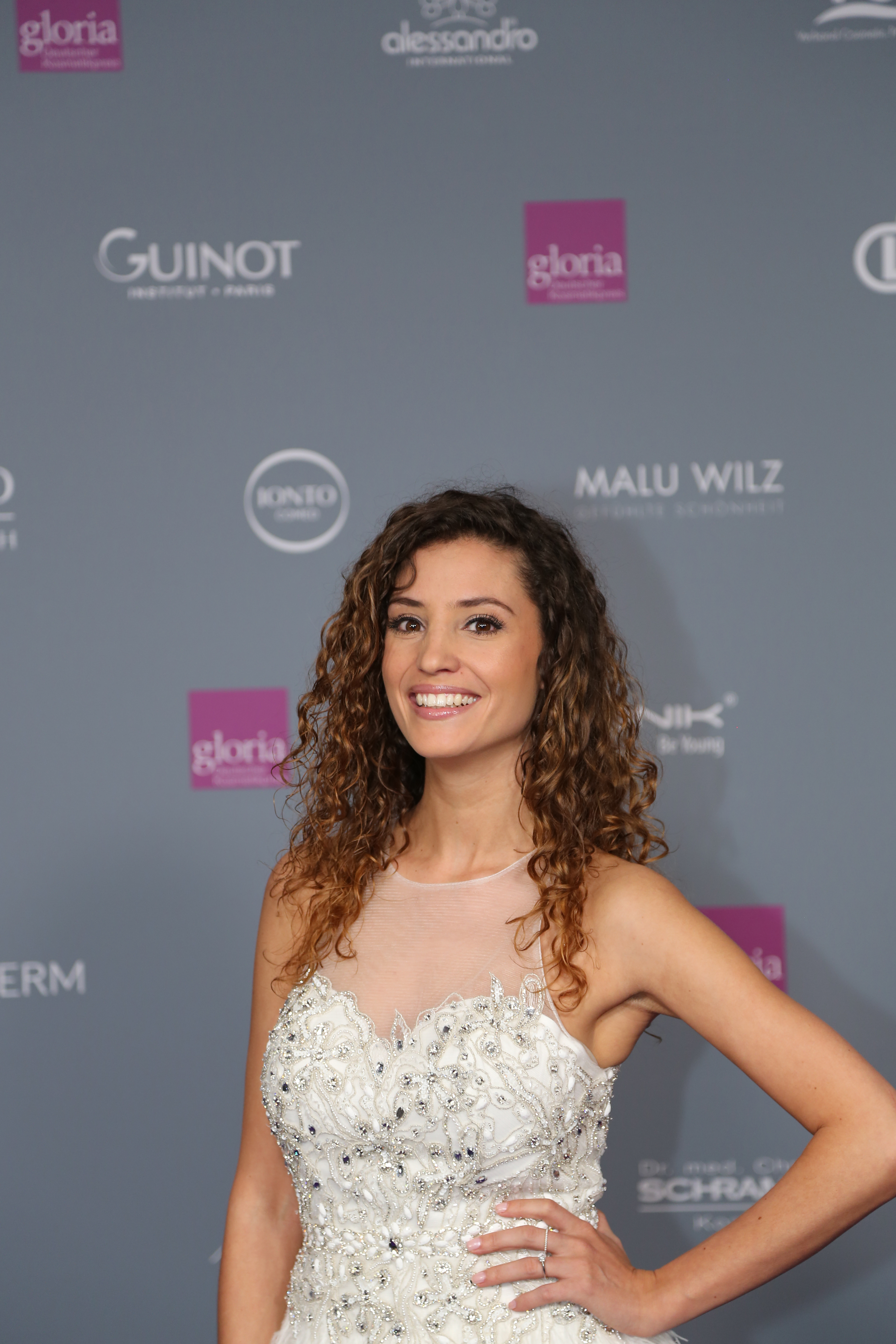
Nadine Menz (* 1990)

- Menz, Sacha (* 1963), Schweizer Architekt und ordentlicher Professor an der ETH Zürich
- Menz, Siegmar (* 1950), deutscher Fußballtrainer und -manager
- Menz, Tina (* 1988), deutsche Basketballspielerin
- Menz, Willi (1923–2020), deutscher Polizist und Polizeipräsident von Mannheim
- Menz, Willy (1890–1969), deutscher Maler, Grafiker und Kunstschullehrer
- Menz, Wolfgang (* 1971), deutscher Soziologe
- Menz-Popp, Josef (1883–1975), Südtiroler Bauer und Politiker

### Menza
- Menza, Don (* 1936), US-amerikanischer Jazzmusiker

### Menzb
- Menzbier, Michail Alexandrowitsch (1855–1935), russischer Ornithologe

### Menze
- Menze, Bodo (* 1953), deutscher Fußballfunktionär
- Menze, Clemens (1928–2003), deutscher Pädagoge und Rektor der Universität zu Köln
- Menze, Franz (1894–1973), deutscher Politiker (SPD), MdL
- Menze, Hugo (1931–2015), deutscher Historiker
- Menze, Marianne (* 1949), deutsche Kinobetreiberin
- Menze, Steffen (* 1969), deutscher Fußballspieler und -trainer
- Menze-Kuhn, Romana (* 1957), deutsche Malerin und Installationskünstlerin
- Menzel, Adolf (1857–1938), österreichischer Rechts- und Staatswissenschaftler
- Menzel, Adolph von (1815–1905), deutscher Maler, Zeichner und IllustratorAdolph von Menzel (1815–1905)

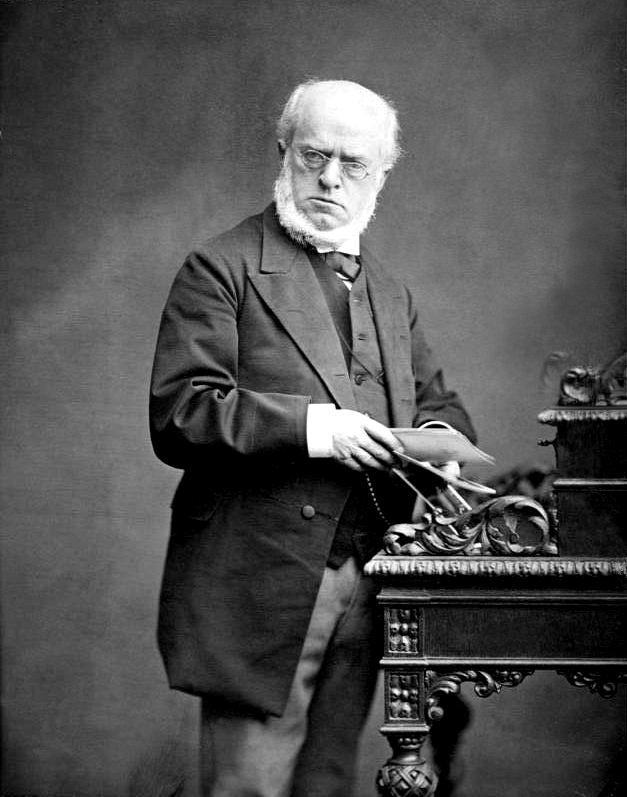
Adolph von Menzel (1815–1905)

- Menzel, Albert († 1632), deutscher Arzt und Hochschullehrer
- Menzel, Albrecht (* 1992), deutscher Geiger
- Menzel, Alfred (1883–1959), deutscher Gegner des NS-Regimes und Autor
- Menzel, Artur (1881–1937), deutscher Schauspieler bei Bühne und Film
- Menzel, August (1810–1878), deutsch-Schweizer Zoologe und Bienenzüchter
- Menzel, Beda (1904–1994), deutscher Kirchenhistoriker
- Menzel, Bithja (* 1993), deutsche Politikerin (Bündnis 90/Die Grünen)
- Menzel, Brigitte (1930–1998), deutsche Ethnologin
- Menzel, Bruno (1932–1996), deutscher Politiker (FDP), MdB
- Menzel, Carl (1834–1916), deutscher Bergbeamter
- Menzel, Carl (1844–1923), deutscher Unternehmer und Glashersteller
- Menzel, Carl August (1794–1853), deutscher Architekt und Architekturpublizist
- Menzel, Christian (* 1943), österreichischer Politiker (ÖVP), Landtagsabgeordneter
- Menzel, Christian (* 1971), deutscher Autorennfahrer
- Menzel, Dietrich (* 1935), deutscher Physiker und Hochschullehrer
- Menzel, Donald (1901–1976), amerikanischer Astronom
- Menzel, Eberhard (1911–1979), deutscher Staats- und Völkerrechtler
- Menzel, Eberhard (* 1944), deutscher Politiker (SPD), Oberbürgermeister von Wilhelmshaven (2003–2011)
- Menzel, Elisabeth (1908–1979), deutsche Politikerin (SED)
- Menzel, Felix (* 1985), deutscher Publizist, politischer Aktivist und Karateka
- Menzel, Felix (* 1987), deutscher Ringer
- Menzel, Florian (* 1988), deutscher Jazzmusiker (Trompete)
- Menzel, Friedrich (1904–1977), deutscher Politiker (KPD/SED) und Gewerkschafter
- Menzel, Friedrich Wilhelm (1724–1796), sächsischer Beamter
- Menzel, Fritz (1867–1935), deutscher Forstmeister und Ornithologe
- Menzel, Gerhard (1894–1966), deutscher Drehbuchautor
- Menzel, Gerhard (1911–1997), deutscher Unternehmer in der Glasindustrie, Enkel von Carl Menzel
- Menzel, Gerhard W. (1922–1980), deutscher Schriftsteller
- Menzel, Gottfried (1798–1879), deutscher römisch-katholischer Priester und Naturforscher
- Menzel, Gottlieb Donatus (1770–1838), deutscher Kommunalpolitiker, Oberbürgermeister von Breslau
- Menzel, Gustav (1867–1930), deutscher Politiker (USPD, KPD)
- Menzel, Hannelore, deutsche Handballtorhüterin
- Menzel, Hans, deutscher Fußballspieler
- Menzel, Hans (1875–1914), deutscher Geologe und Paläontologe
- Menzel, Hans (1887–1958), deutscher Verwaltungsjurist
- Menzel, Hans Jochen (* 1956), deutscher Puppenspieler, Autor, Regisseur und Dozent
- Menzel, Hans L. (1896–1962), deutscher Politiker (FDP)
- Menzel, Harald (* 1948), deutscher Autorennfahrer
- Menzel, Heinrich (1895–1950), deutscher Silikatchemiker
- Menzel, Heinz (1926–2000), deutscher Gewerkschafter und Politiker (SPD), MdB
- Menzel, Helmut (* 1935), deutscher Fußballspieler
- Menzel, Henrik, deutscher Musikproduzent
- Menzel, Herybert (1906–1945), deutscher Dichter und Schriftsteller und Politiker (NSDAP), MdR
- Menzel, Horst (1912–1938), deutscher Kommunist, Interbrigadist
- Menzel, Horst (1933–2014), deutscher Musikpädagoge, Musikwissenschaftler und Komponist
- Menzel, Idina (* 1971), US-amerikanische Sängerin und SchauspielerinIdina Menzel (* 1971)

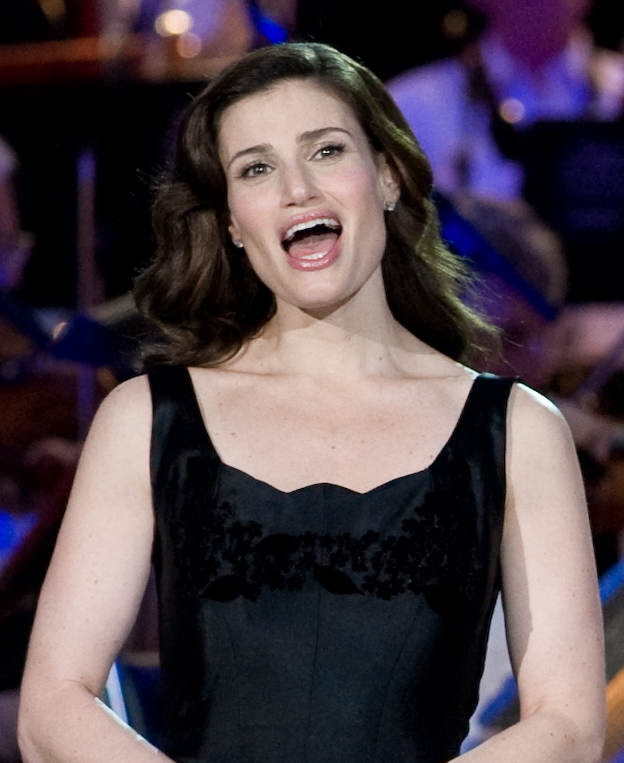
Idina Menzel (* 1971)

- Menzel, Ignaz (1670–1730), schlesischer Orgel- und Klavierbauer
- Menzel, Ina (* 1978), deutsche Biathletin
- Menzel, Jiří (1938–2020), tschechischer Regisseur und SchauspielerJiří Menzel (1938–2020)

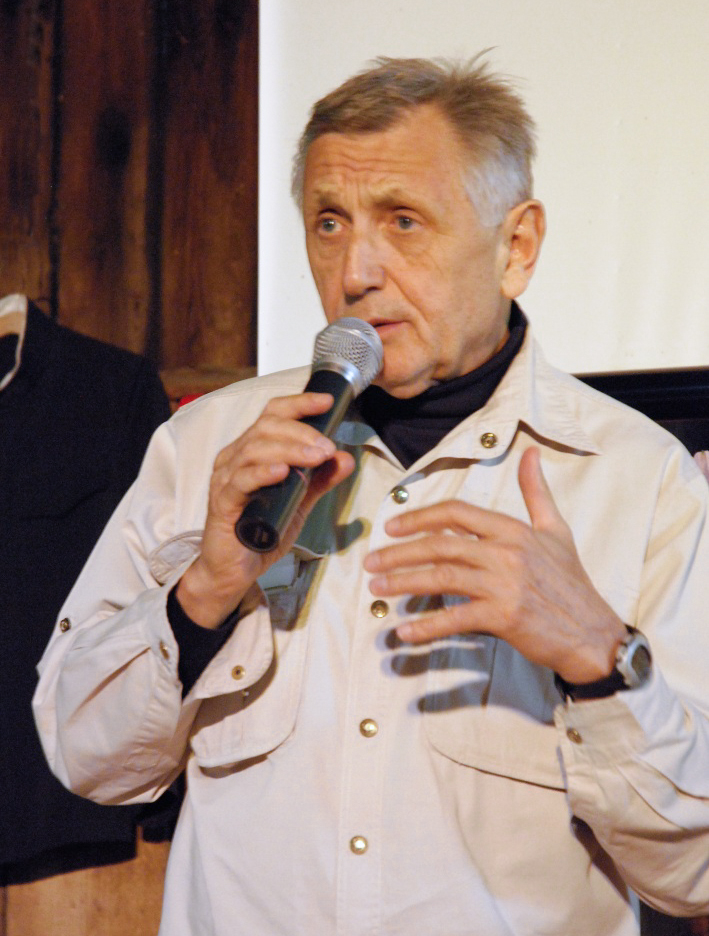
Jiří Menzel (1938–2020)

- Menzel, Johann Daniel von (1698–1744), Freiherr, ungarischer Husarengeneral
- Menzel, Johannes (* 1997), deutscher Basketballspieler
- Menzel, Jörg (1965–2016), deutscher Rechtswissenschaftler
- Menzel, Josef Joachim (1933–2020), deutscher Historiker
- Menzel, Jürgen (1940–2021), deutscher Neurochirurg
- Menzel, Karl (1835–1897), deutscher Historiker
- Menzel, Karl Adolf (1784–1855), deutscher Pädagoge, Konsistorialrat und Historiker
- Menzel, Klaus-Jürgen (* 1940), deutscher Politiker (DRP, REP, NPD), MdL
- Menzel, Leander (* 2008), deutscher Filmschauspieler
- Menzel, Leonie (* 1999), deutsche Ruderin
- Menzel, Maike (* 1989), deutsche Köchin
- Menzel, Manfred (* 1935), deutscher Fußballspieler
- Menzel, Manuel (* 1987), deutscher Fußballspieler
- Menzel, Martin (1932–2017), deutscher Historiker
- Menzel, Martin (* 1979), deutscher Filmeditor
- Menzel, Michael (* 1956), deutscher Historiker
- Menzel, Michael (* 1964), deutscher Jurist und Autor
- Menzel, Michael (* 1968), deutscher Handballspieler
- Menzel, Michael (* 1973), österreichischer Schauspieler
- Menzel, Michael (* 1975), deutscher Grafiker und IllustratorMichael Menzel (* 1975)

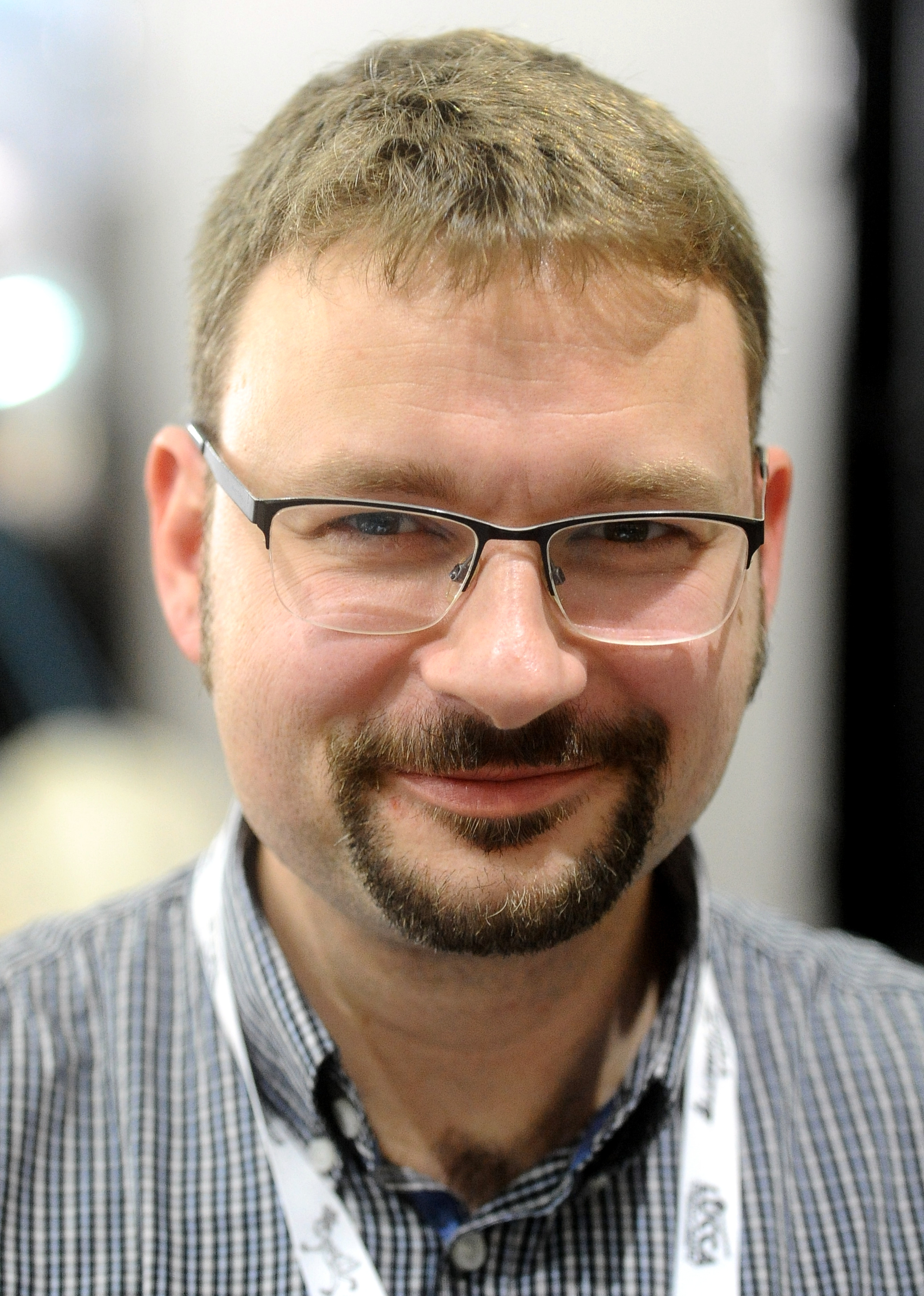
Michael Menzel (* 1975)

- Menzel, Oskar (1853–1937), bayerischer Generalmajor und Kommandant des Truppenübungsplatzes Grafenwöhr
- Menzel, Oskar (1873–1958), deutscher Architekt
- Menzel, Ottokar (1912–1945), deutscher Historiker
- Menzel, Paul (1864–1927), deutscher Paläobotaniker
- Menzel, Philipp (1546–1613), deutscher Arzt, Dichter und Botaniker
- Menzel, Phillip (* 1998), deutscher Fußballspieler
- Menzel, Randolf (* 1940), deutscher Neurobiologe
- Menzel, Reinhard (* 1954), deutscher Fußballtorwart, der in den 1970er Jahren in Leipzig Zweitligafußball bestritt
- Menzel, Robert (1911–2000), deutscher Politiker (KPD, SED), MdV
- Menzel, Roderich (1907–1987), tschechischer und deutscher Tennisspieler
- Menzel, Rolf (1955–2023), deutscher Politiker (CDU)
- Menzel, Rudolf (1910–1974), deutscher Politiker (KPD, SED), stellvertretender Innenminister, der Staatssicherheit, der Nationalen Verteidigung der DDR
- Menzel, Rudolphina (1891–1973), israelische Kynologin
- Menzel, Selina (* 1998), deutsche Fußballschiedsrichterin
- Menzel, Susanne (* 1974), deutsche Jazzsängerin
- Menzel, Theodor (1878–1939), deutscher Turkologe
- Menzel, Thomas (* 1967), deutscher Slawist
- Menzel, Tony (* 2005), deutscher Fußballspieler
- Menzel, Ulrich (* 1947), deutscher PolitikwissenschaftlerUlrich Menzel (* 1947)

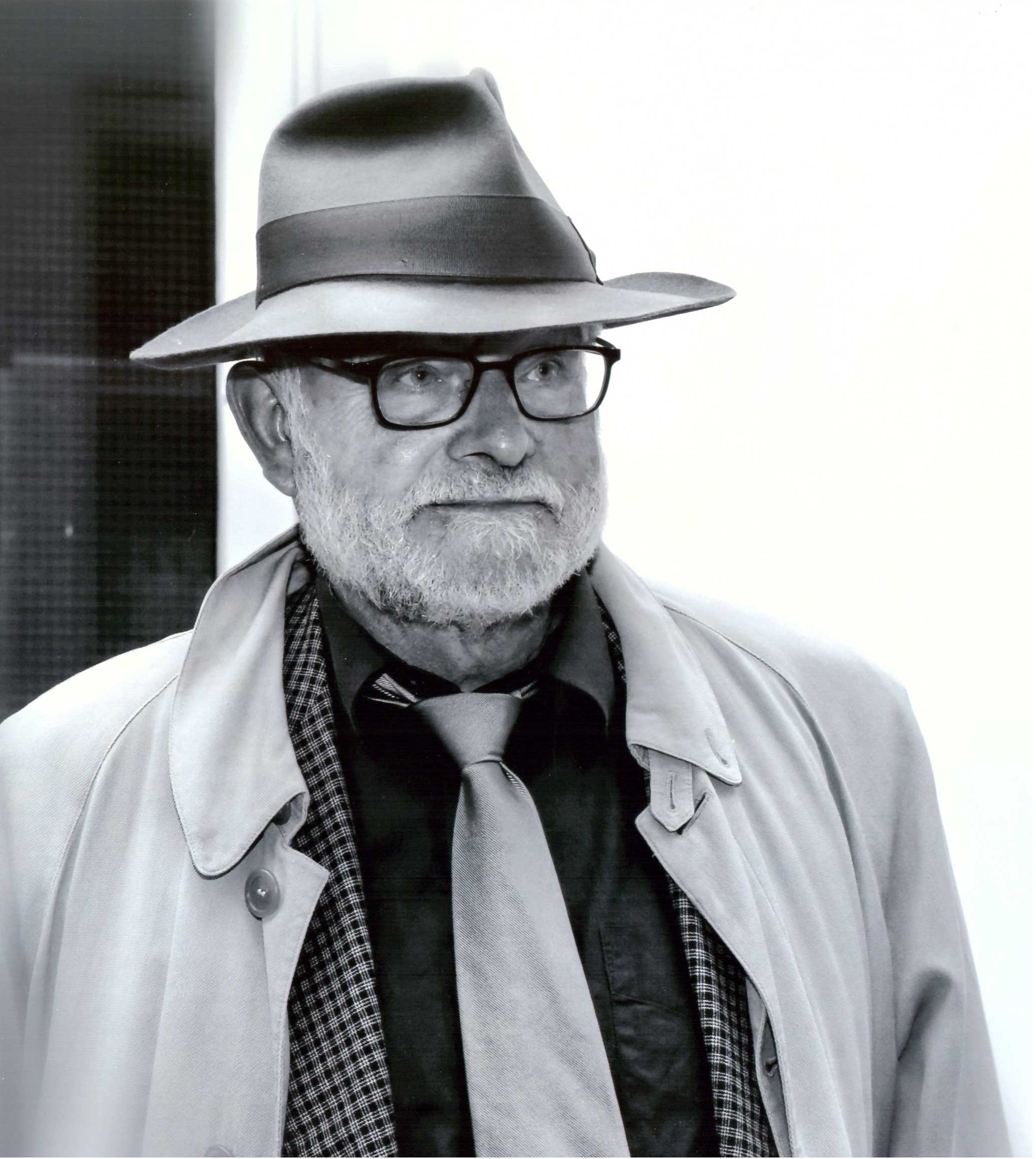
Ulrich Menzel (* 1947)

- Menzel, Ute (* 1963), deutsche Theaterschauspielerin
- Menzel, Uwe (* 1974), deutscher neonazistischer Musiker und Sänger
- Menzel, Viktor (1865–1938), deutscher Historiker, Lehrer und Schriftsteller
- Menzel, Walter (1901–1963), deutscher Politiker (SPD), MdL, MdB
- Menzel, Wilhelm (1898–1980), deutscher Volkskundler und Herausgeber und Publizist
- Menzel, Wolfgang (1798–1873), deutscher Literaturhistoriker der SpätromantikWolfgang Menzel (1798–1873)

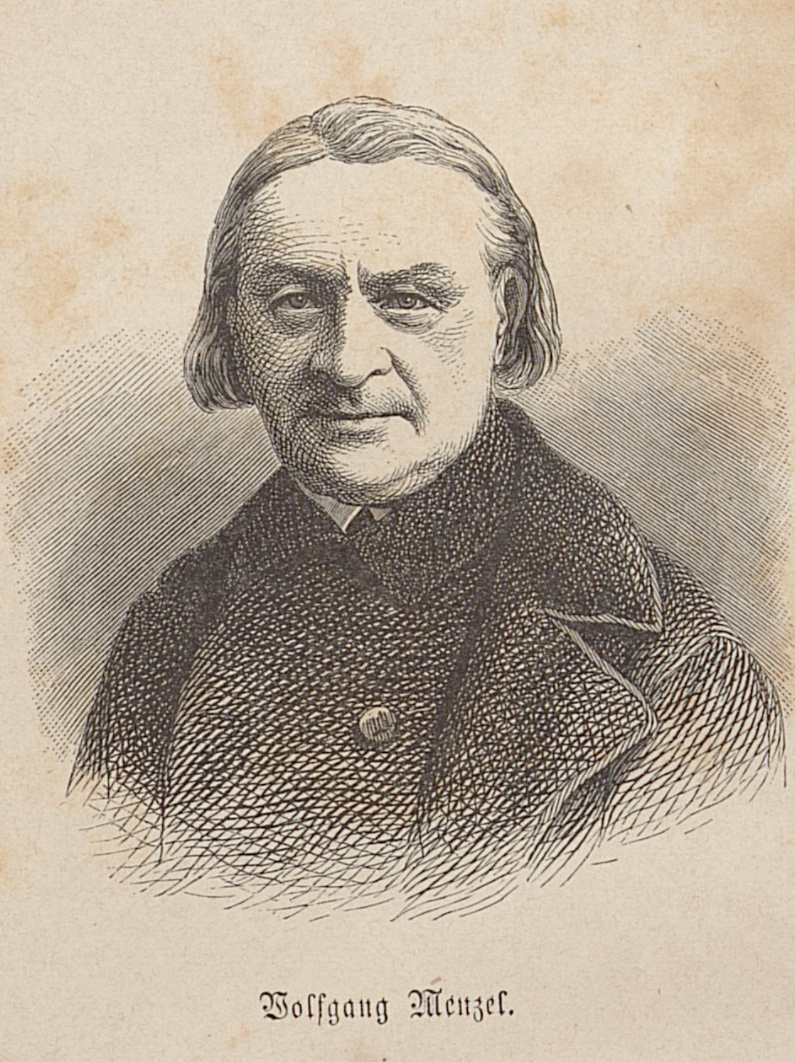
Wolfgang Menzel (1798–1873)

- Menzel, Wolfgang (1926–2005), deutscher Jurist und Staatsrechtler
- Menzel, Wolfgang (1935–2023), deutscher Germanist und Pädagoge
- Menzel, Wolfram (1933–2022), deutscher theoretischer Informatiker
- Menzel-Jordan, Käthe (* 1916), deutsche Architektin und Denkmalpflegerin
- Menzel-Riedl, Susanne (* 1976), deutsche Biologiedidaktikerin und Präsidentin der Universität Osnabrück
- Menzel-Rogner, Hildegund (1910–1945), deutsche Philosophin
- Menzel-Schrebkowski, Christel, Sängerin christlicher Musik vom klassischen Kirchenliedgut bis hin zu neuer geistlicher Musik der 1970er Jahre in der Stimmlage Kontra-Alt
- Menzel-Tettenborn, Helga, deutsche Autorin
- Menzen, Carl Degenhard (1849–1931), deutscher Jurist, Richter und Autor
- Menzen, Cornelius (1778–1848), Güterspekulanten sowie Immobilienmakler und -händler von säkularisierten Gütern in der Franzosenzeit
- Menzen, Karl (1950–2020), deutscher Bildhauer
- Menzen, Karl-Heinz (* 1942), deutscher Kunsttherapeut
- Menzenbach, Nicole, deutsche Diplomatin
- Menzer, Fritz (1908–2005), deutscher Kryptologe
- Menzer, Georg (1897–1989), deutscher Kristallograph und Mineraloge
- Menzer, Ina (* 1980), deutsche Boxerin
- Menzer, Julius (1845–1917), deutscher Weingroßhändler, griechischer Konsul in Mannheim und Politiker, MdR
- Menzer, Paul (1873–1960), deutscher Philosoph und Pädagoge
- Menzer, Rosa (1886–1942), litauische Antifaschistin und Arbeiterfunktionärin in Dresden
- Menzer, Rudolf (1904–1991), deutscher Politiker (SPD), MdL

### Menzh
- Menzhausen, Ingelore (1923–2006), deutsche Kunsthistorikerin
- Menzhausen, Joachim (1930–2019), deutscher Kunsthistoriker

### Menzi
- Menzi, Ernst (1897–1984), Schweizer Unternehmer
- Menzi, Martin (1929–2024), Schweizer Agroingenieur, Entwicklungshelfer, Hochschullehrer
- Menzies, Archibald (1754–1842), britischer Mediziner und Biologe
- Menzies, Calum (* 1986), schottischer Badmintonspieler
- Menzies, Cameron (* 1989), schottischer DartspielerCameron Menzies (* 1989)

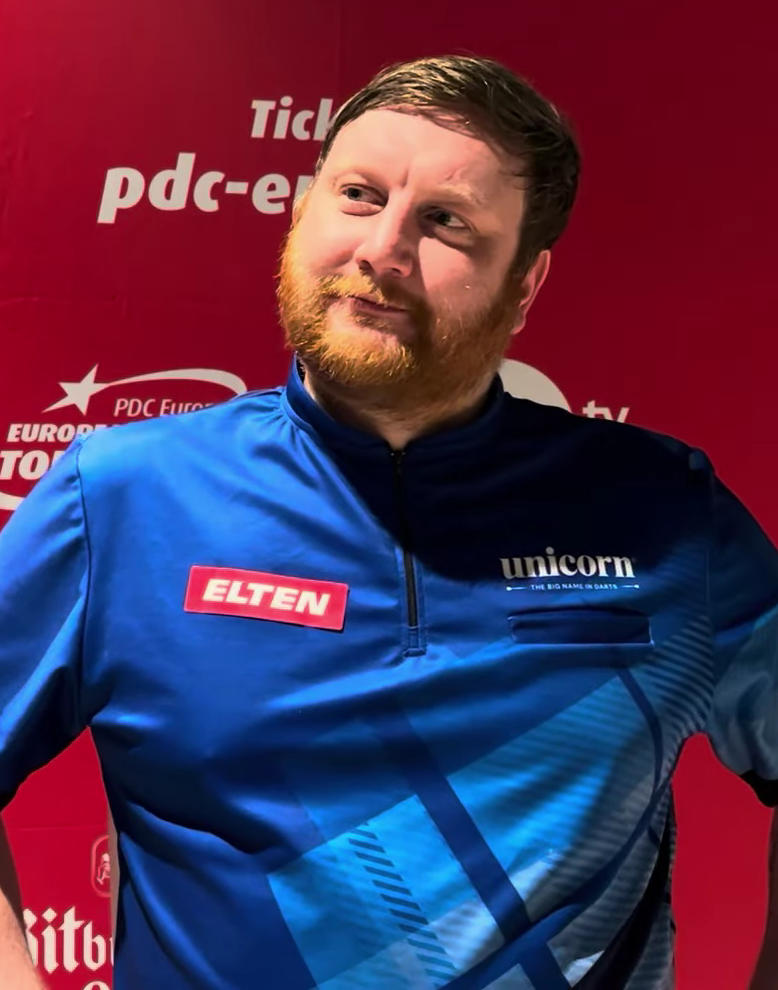
Cameron Menzies (* 1989)

- Menzies, Gavin (1937–2020), britischer Militär und Autor
- Menzies, Guy (1909–1940), australischer Pilot
- Menzies, Heather (1949–2017), kanadische Schauspielerin
- Menzies, James I. (* 1928), britischer Biologe, Herpetologe, Mammaloge und Pädagoge
- Menzies, John W. (1819–1897), US-amerikanischer Politiker
- Menzies, Karl (* 1977), australischer Radrennfahrer
- Menzies, Peter junior, australischer Kameramann
- Menzies, Robert (1894–1978), australischer Premierminister
- Menzies, Stewart (1890–1968), britischer General
- Menzies, Tobias (* 1974), britischer SchauspielerTobias Menzies (* 1974)

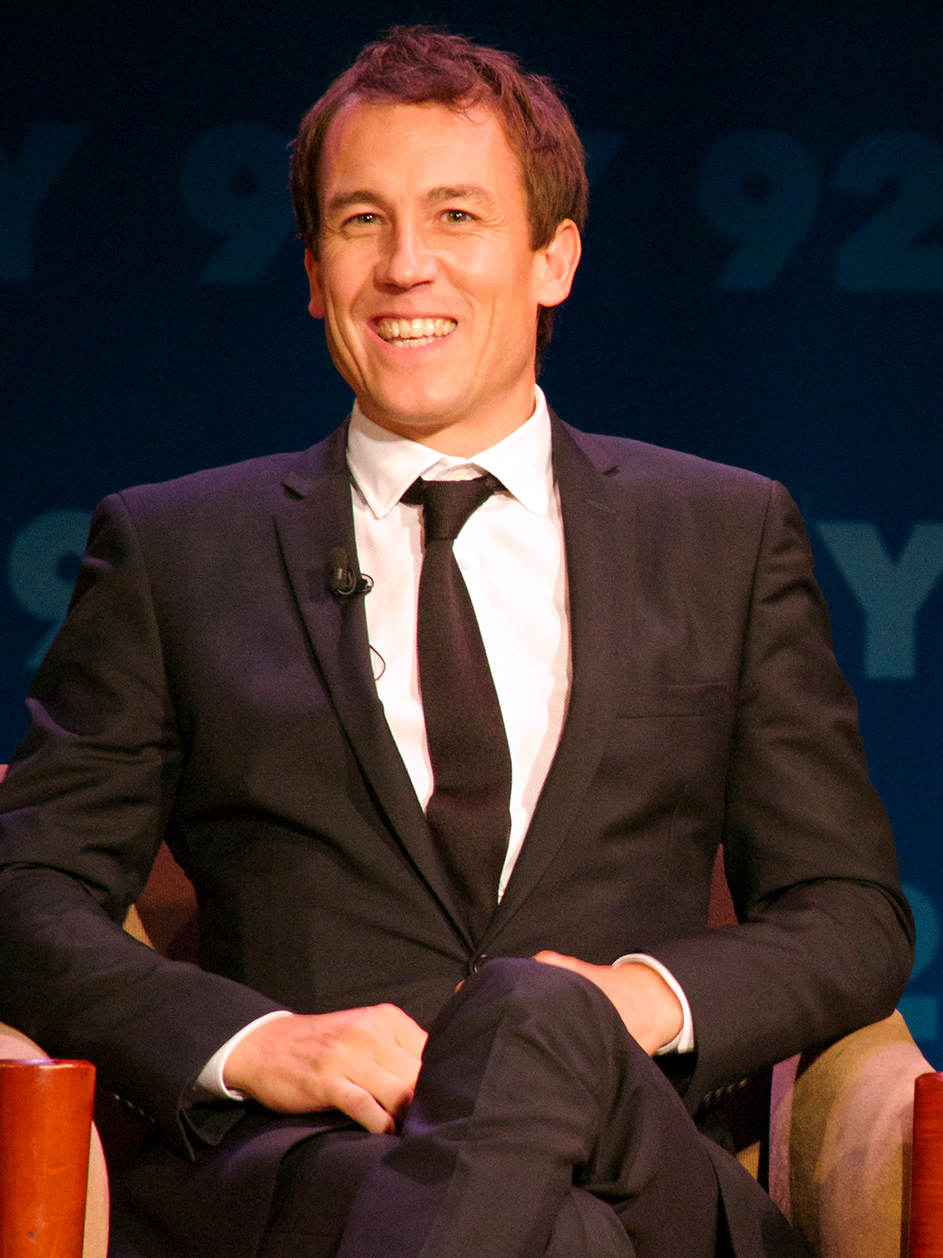
Tobias Menzies (* 1974)

- Menzies, William Cameron (1896–1957), US-amerikanischer Regisseur, Produzent, Drehbuchautor und Filmarchitekt
- Menzingen, Mauriz von († 1713), Schweizer römisch-katholischer Ordenspriester
- Menzinger, Johann Michael (1792–1877), liechtensteinischer Landvogt und Landverweser
- Menzinger, Kathrin (* 1988), österreichische Tänzerin
- Menzinger, Moriz (1832–1914), liechtensteinischer Maler und Offizier
- Menzinger, Stefanie (* 1965), deutsche Schriftstellerin
- Menzinger, Toni (1905–2007), deutsche Politikerin (CDU), MdL
- Menzini, Benedetto (1646–1704), italienischer Dichter
- Menzione, Aldo (1943–2012), italienischer Physiker

### Menzl
- Menzl, Hans (1894–1951), österreichischer Politiker (SPÖ), Mitglied des Bundesrates
- Menzl, Thomas (* 1966), österreichischer Handballspieler und -funktionär
- Menzl, Walter (1906–1994), deutscher Philosoph und Schriftsteller
- Menzler, Dora (1874–1951), deutsche Gymnastiklehrerin
- Menzler, Jacob Christian (* 1776), nassauischer Bergbeamter
- Menzler, Markus (* 1977), deutscher Tennisspieler
- Menzler-Trott, Eckart (1953–2017), deutscher Schriftsteller und Marketing-Fachmann

### Menzn
- Menzner, Christian Heinrich (1851–1927), deutscher Ingenieur und Komponist
- Menzner, Dorothée (* 1965), deutsche Politikerin (Bündnis 90/Die Grünen, bis 2021 Die Linke/PDS), MdB
- Menzner, Willy (1885–1932), deutscher Bildhauer

### Menzo
- Menzo, Stanley (* 1963), niederländischer Fußballtorhüter und -trainerStanley Menzo (* 1963)

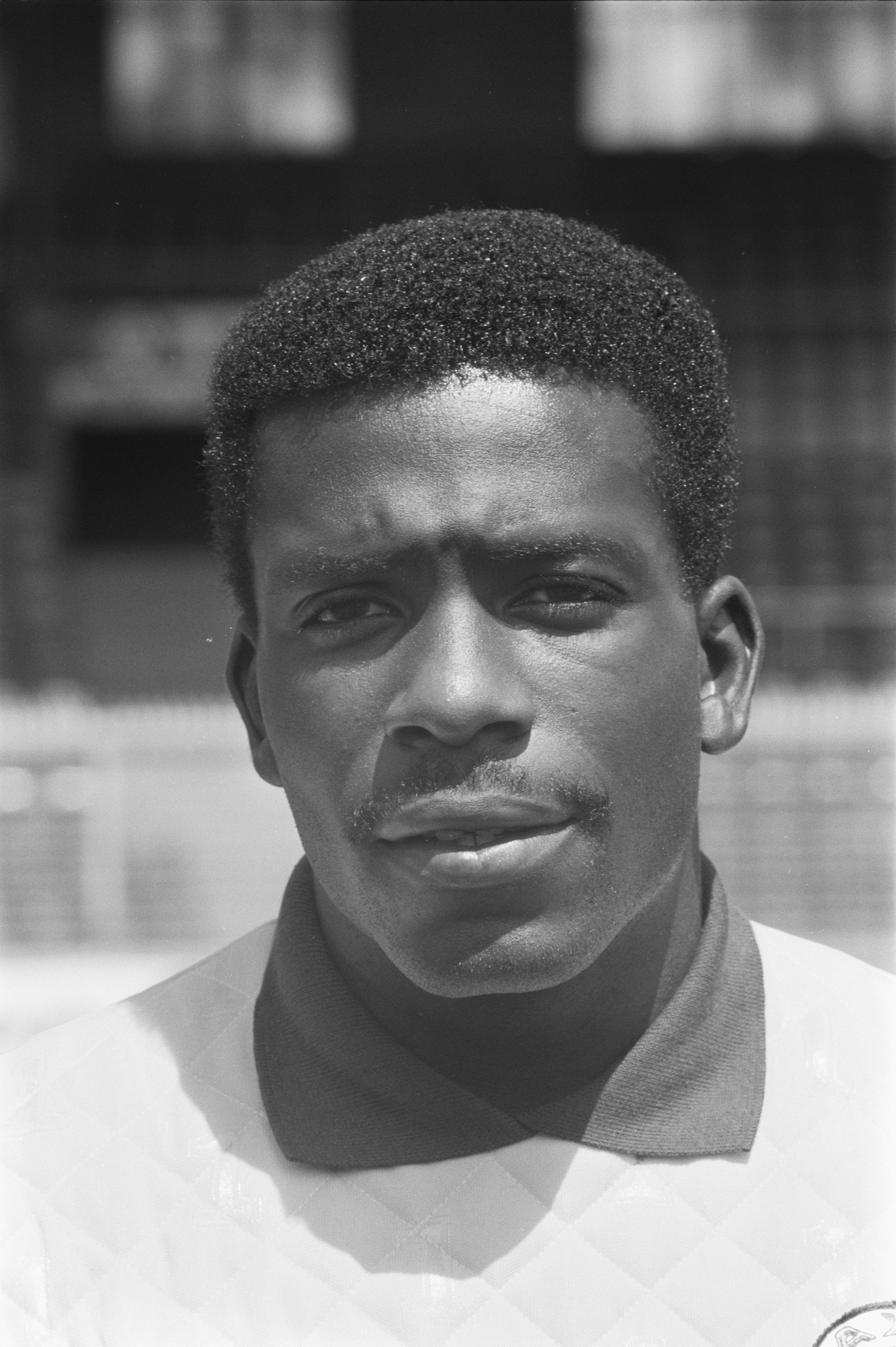
Stanley Menzo (* 1963)

### Menzy
- Menzyk, Kate (* 1989), deutsche Radiomoderatorin

### Menzz
- Menzzer, Karl Ludolf (1816–1893), deutscher Philologe, Lehrer und Naturphilosoph